# Phryno obscurus
Phryno obscurus là một loài ruồi trong họ Tachinidae.